# TrueOS
TrueOS (ранее PC-BSD) — операционная система, основана на FreeBSD и ориентирована для использования на рабочих станциях. В настоящее время работа над операционной системой остановлена авторами.

## Предназначение
Операционная система TrueOS (PC-BSD) предназначена для домашних компьютеров и рабочих станций и призвана конкурировать с другими «настольными» операционными системами, такими как Microsoft Windows, Apple Mac OS X и различными дистрибутивами Linux.

## Пользовательский интерфейс
Проект TrueOS своими силами развивает легковесное окружение рабочего стола Lumina. Оно написано на C++ с использованием библиотеки Qt.
Lumina включает в себя рабочий стол, панель приложений, панель настройки параметров системы, менеджер сеансов, системный трэй, файловый менеджер Insight.
В июле 2016 года у Lumina появился свой веб-сайт.
Также TrueOS позволяет использовать по умолчанию известные пользовательские среды KDE, GNOME, Xfce, LXDE.

## Программа установки
TrueOS имеет графический установщик BSDInstall, центр приложений AppCafe и центр управления Control Panel.

## Система пакетов
TrueOS имеет оригинальную систему пакетов TXZ.
В TrueOS имеется графическая программа установки и удаления пакетов. В то же время в ней есть и система портов (port) и пакетов (TGZ) FreeBSD.
Большая коллекция пакетов TXZ представлена на сайте «pkg.cdn.trueos.org».

## История
Первая бета-версия РС-BSD, разработанная Крисом Муром (Kris Moore), появилась в начале 2005 года.
С 10 октября 2006 года главным спонсором РС-BSD является компания iXsystems.
PC-BSD до версии 8.2 использовал систему пакетов PBI, которые устанавливаются в отдельный каталог. Подобная схема позволяет каждому пакету быть относительно независимым, и создаёт чёткое разделение между пакетами и основной системой. Программы распространяются в пакетах вместе со многими зависимыми библиотеками, что облегчает их установку.

## Версии системы
| Версия            | Дата выхода           | Версия FreeBSD  |
| ----------------- | --------------------- | --------------- |
| 1.0               | 29 апреля 2006 года   | 6.0             |
| 1.1               | 29 мая 2006 года      | 6.1             |
| 1.11              | 19 июня 2006 года     | 6.1             |
| 1.2               | 12 июля 2006 года     | 6.1             |
| 1.3               | 31 декабря 2006 года  | 6.1             |
| 1.3.2             | 19 января 2007 года   | 6.2-STABLE      |
| 1.3.3             | 12 февраля 2007 года  | 6.2-STABLE      |
| 1.3.4             | 18 апреля 2007 года   | 6.2-STABLE      |
| 1.4               | 24 сентября 2007 года | 6.2-STABLE      |
| 1.4.1             | 16 ноября 2007 года   | 6.3-PRERELEASE  |
| 1.4.1.x           | 24 февраля 2008 года  | 6.3-PRERELEASE  |
| 1.5               | 12 марта 2008 года    | 6.3-STABLE      |
| 1.5.1             | 24 апреля 2008 года   | 6.3-STABLE      |
| 7.0               | 15 сентября 2008 года | 7.0-STABLE      |
| 7.0.1             | 17 октября 2008 года  | 7.0-STABLE      |
| 7.0.2             | 10 декабря 2008 года  | 7.1-PRERELEASE  |
| 7.1-BETA1         | 6 марта 2009 года     | 7.1-RELEASE     |
| 7.1-RC1           | 27 марта 2009 года    | 7.2-PRERELEASE  |
| 7.1               | 10 апреля 2009 года   | 7.2-PRERELEASE  |
| 7.1.1             | 4 июля 2009 года      | 7.2-STABLE      |
| 8.0-BETA          | 1 января 2010 года    | 8.0-RELEASE     |
| 8.0-RC1           | 27 января 2010 года   | 8.0-RELEASE-P2  |
| 8.0-RC2           | 11 февраля 2010 года  | 8.0-RELEASE-P2  |
| 8.0               | 22 февраля 2010 года  | 8.0-RELEASE-P2  |
| 8.1-BETA1         | 6 июня 2010 года      | 8.1-PRERELEASE  |
| 8.1-RC1           | 21 июня 2010 года     | 8.1-RC1         |
| 8.1-RELEASE       | 20 июля 2010 года     | 8.1-RELEASE     |
| 8.2-RC1           | 10 января 2011 года   | 8.2-RC1         |
| 8.2-RELEASE       | 4 февраля 2011 года   | 8.2-RELEASE     |
| 9.0-RELEASE       | 13 января 2012 года   | 9.0-RELEASE     |
| 9.1-RELEASE       | 18 декабря 2012 года  | 9.1-RELEASE     |
| 9.2-RELEASE       | 7 октября 2013 года   | 9.2-RELEASE     |
| 10.0-RELEASE      | 29 января 2014 года   | 10.0-RELEASE    |
| 10.1-RELEASE      | 14 ноября 2014 года   | 10.1-RELEASE    |
| 10.2-RELEASE      | 21 августа 2015 года  | 10.2-RELEASE    |
| 10.3-RELEASE      | 4 апреля 2016 года    | 10.3-RELEASE    |
| TrueOS 11.0       | 1 сентября 2016 года  | FreeBSD-CURRENT |
| TrueOS 2017-02-22 | 22.02.2017            | FreeBSD-CURRENT |
| TrueOS 2017-06-01 | 02.06.2017            | FreeBSD-CURRENT |
| TrueOS 17.12      | 14.12.2017            | FreeBSD-CURRENT |
| TrueOS 18.03      | 30.03.2018            | FreeBSD-CURRENT |